# Szent Klára-sziget (Spanyolország)
A Szent Klára-sziget (spanyolul: Isla de Santa Clara) egy kis területű, lakatlan sziget az észak-spanyolországi San Sebastián partjainál, a La Concha-öbölben.

## Története és leírása
A körülbelül 300 méter hosszú, sziklás parttal rendelkező, legnagyobb részt növényekkel borított sziget Spanyolország északi részén, San Sebastián városánál található, az Atlanti-óceánból délre nyíló La Concha nevű öböl bejáratánál. Területe 5,6 hektár, legmagasabb pontja 48 méter.
Korábban egy kápolna állt rajta, de 1864-ben helyére világítótornyot építettek, amely ma is látható. A sziget partjain kiépített turistaösvény vezet végig, délnyugati sarkában pedig egy kis kikötő és egy tengerparti vendéglő (úgynevezett chiringuito) működik. Strandja csak alacsony vízálláskor bukkan a felszínre. A várossal nyáron rendszeres hajójárat köti össze.
A Szent Klára-sziget soha nem volt tartósan lakott hely, de a 16. század végén, a pestisjárványok idején karanténhelyszínül használták.
Növényvilága az emberi behatás miatt jelentősen megváltozott. Ma már olyan egzotikus fajokban bővelkedik, mint a francia tamariska, az oregoni hamisciprus, az olasznád és a fekete nyár. A szigeten egy endémikus gyíkalfaj is él, valamint számos heringsirály. Bár nem bizonyították, hogy itt fészkel, de megfigyeltek már itt néhány üstökös kárókatonát és lummát is.

## Képek

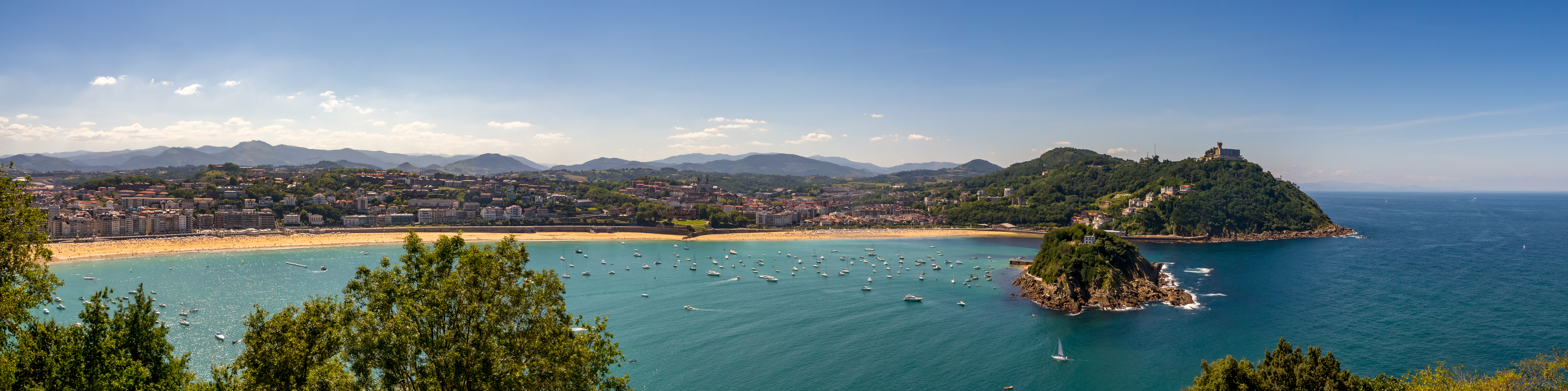
Panorámakép a szigettel
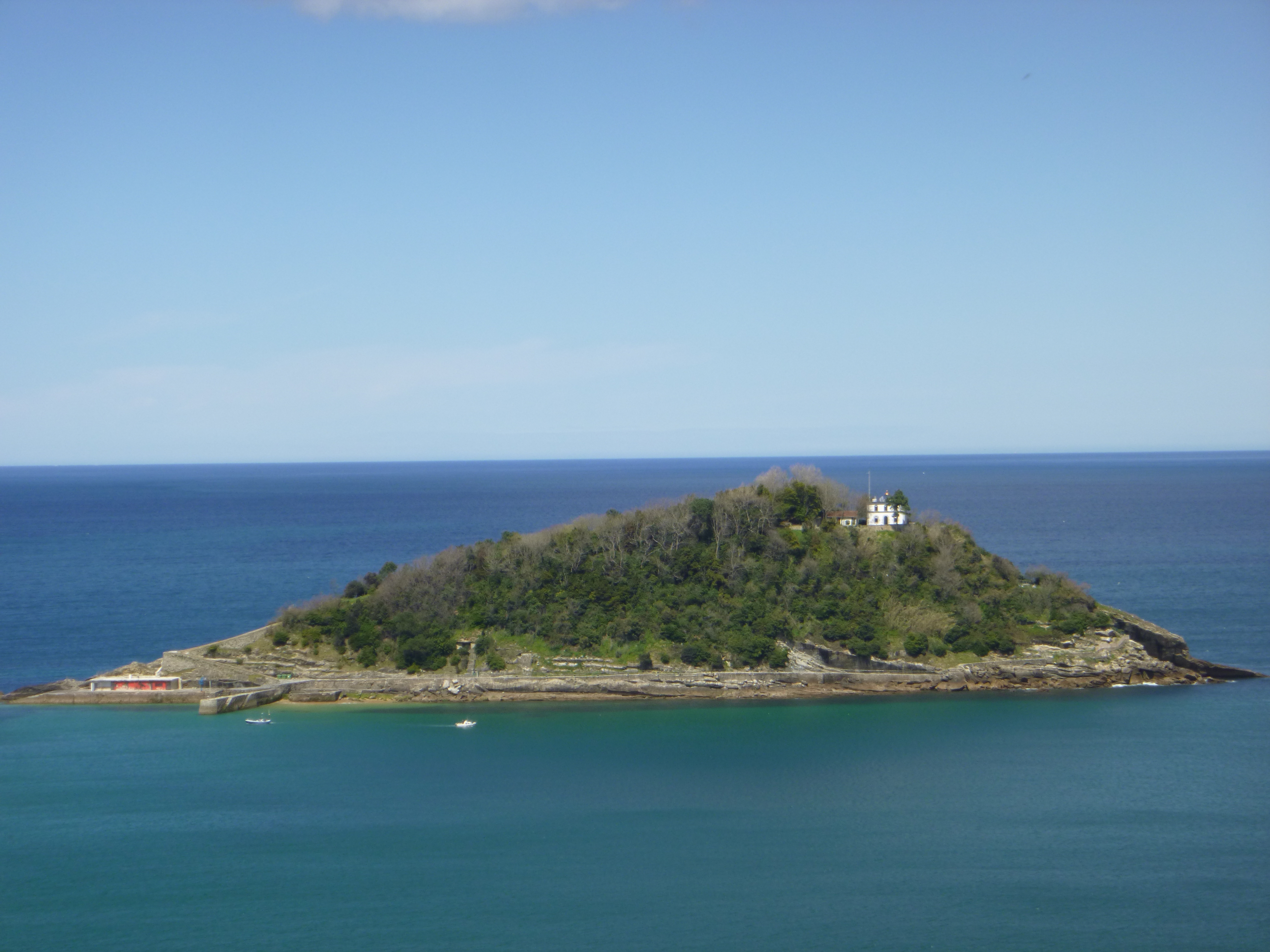
A sziget a város irányából
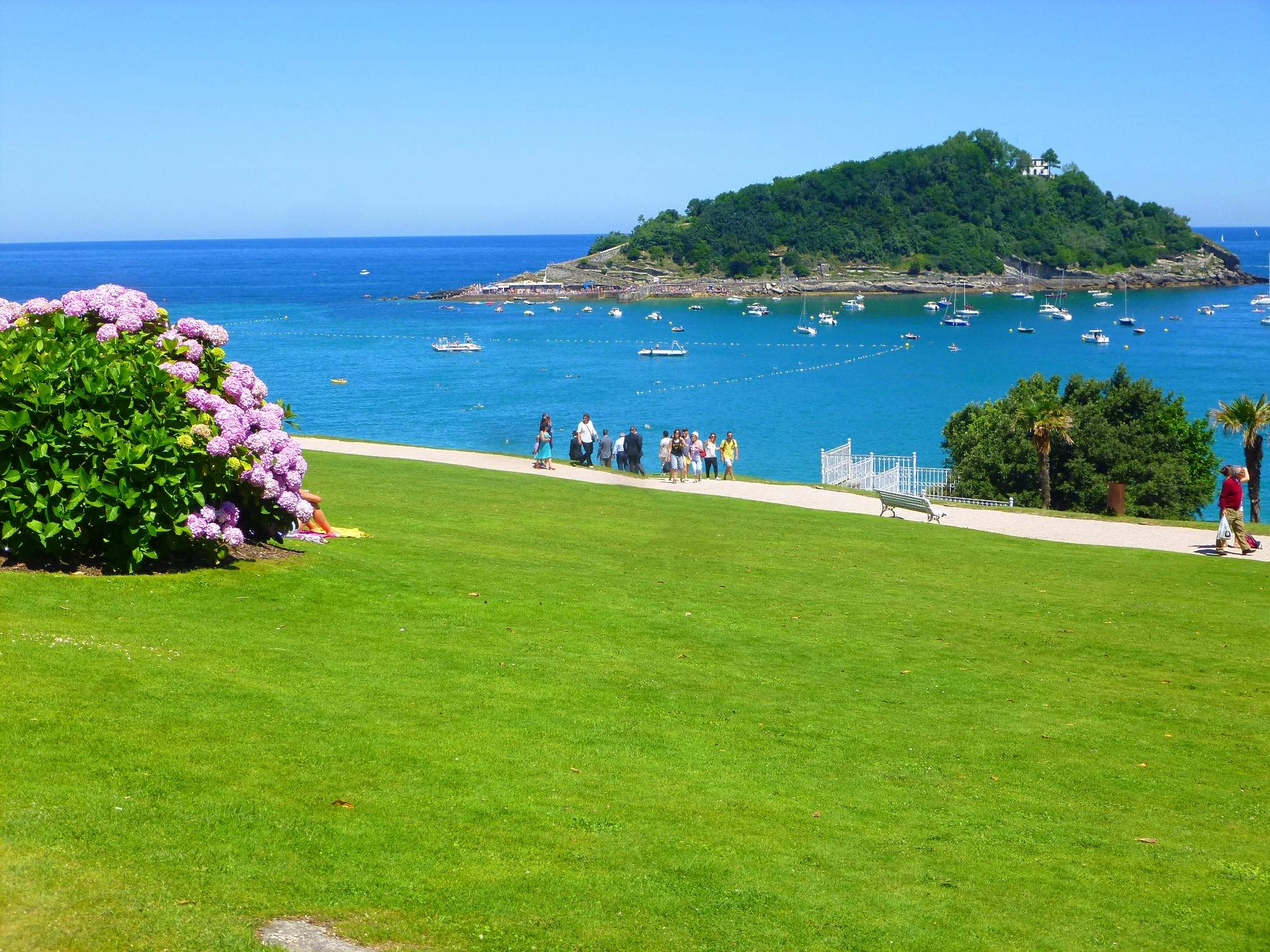
Az óceánpart és a sziget
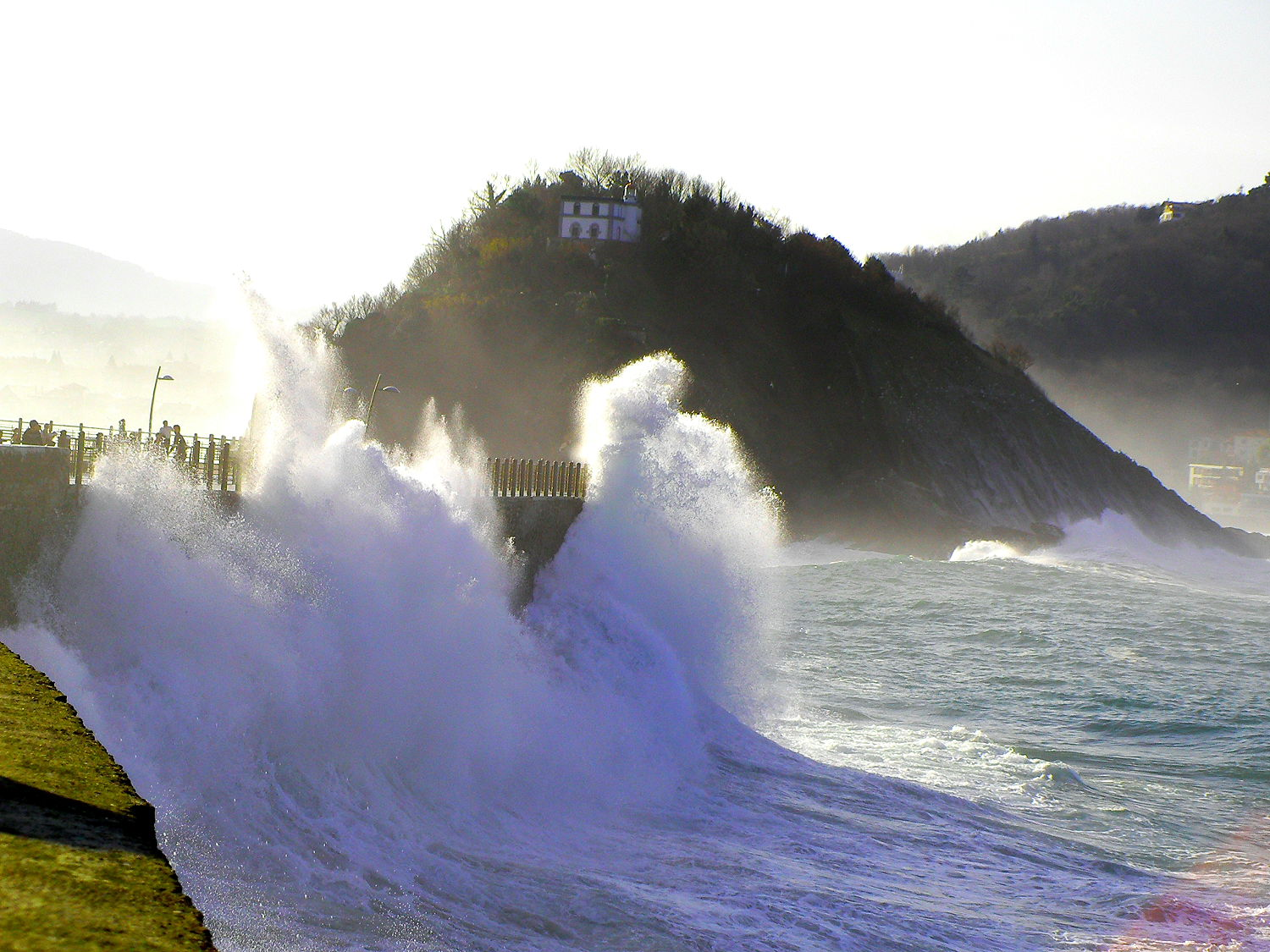
Erős hullámzáskor